# چنای پترولیوم
چنای پترولیوم (انگلیسی: Chennai Petroleum) شرکت دولتی پالایش نفت هندی است، که در سال ۱۹۶۵ توسط شرکت ملی نفت ایران تأسیس شد و هم‌اکنون زیرمجموعه‌ای از شرکت نفت هند می‌باشد.